# دژ (رومانی)
شهر دژ (به رومانیایی: Dej) در شهرستان کلو در کشور رومانی واقع شده‌است. جمعیت این شهر ۳۸٬۴۷۸ نفر است.

## نگارخانه

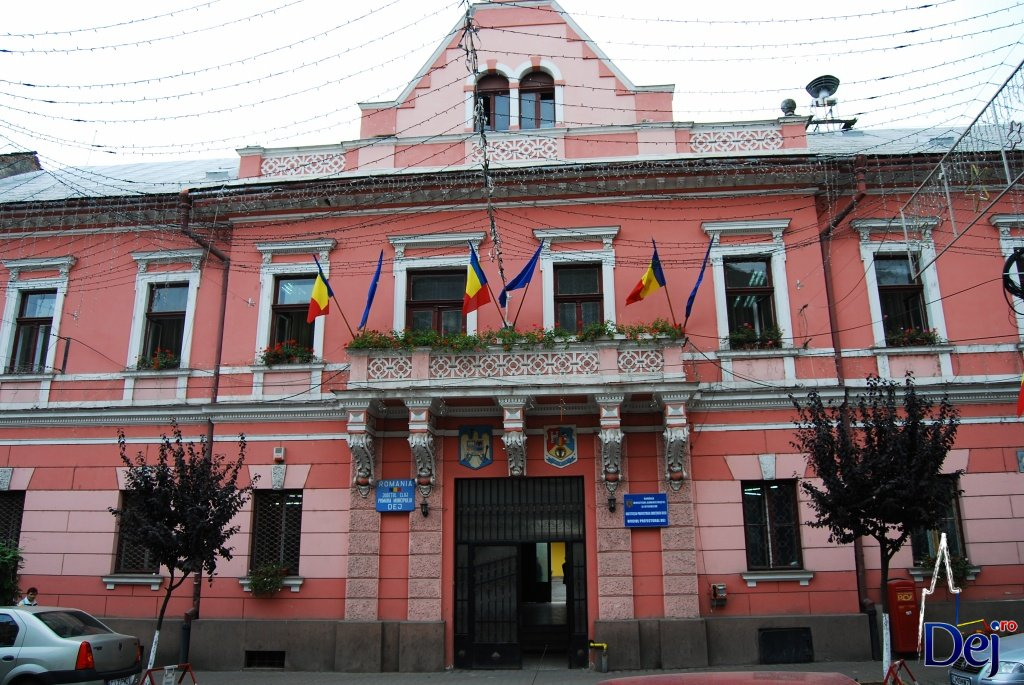
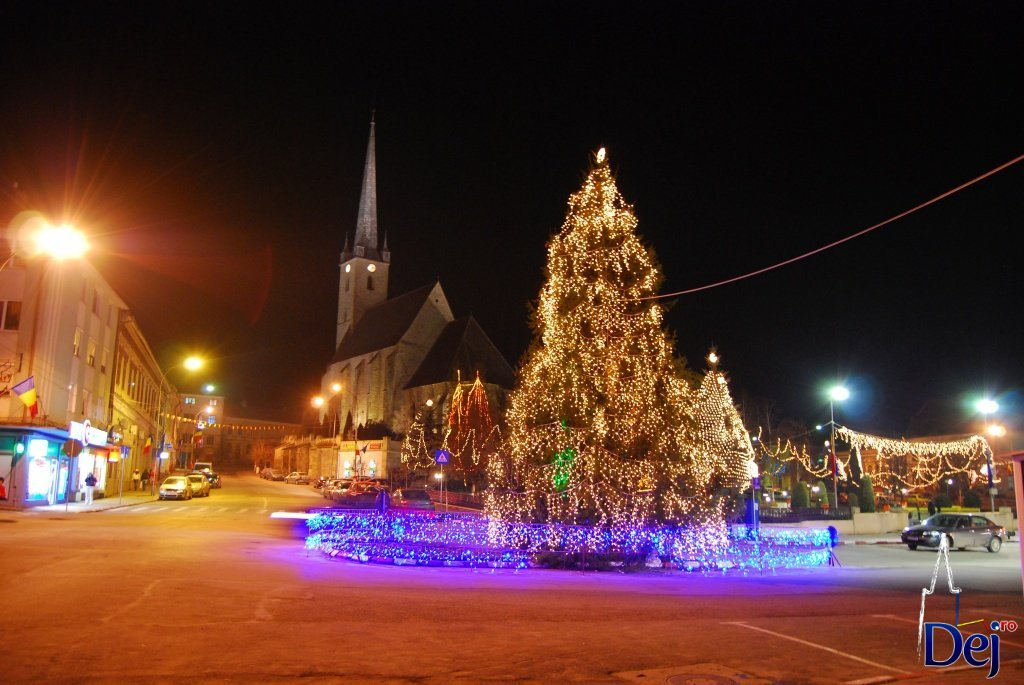
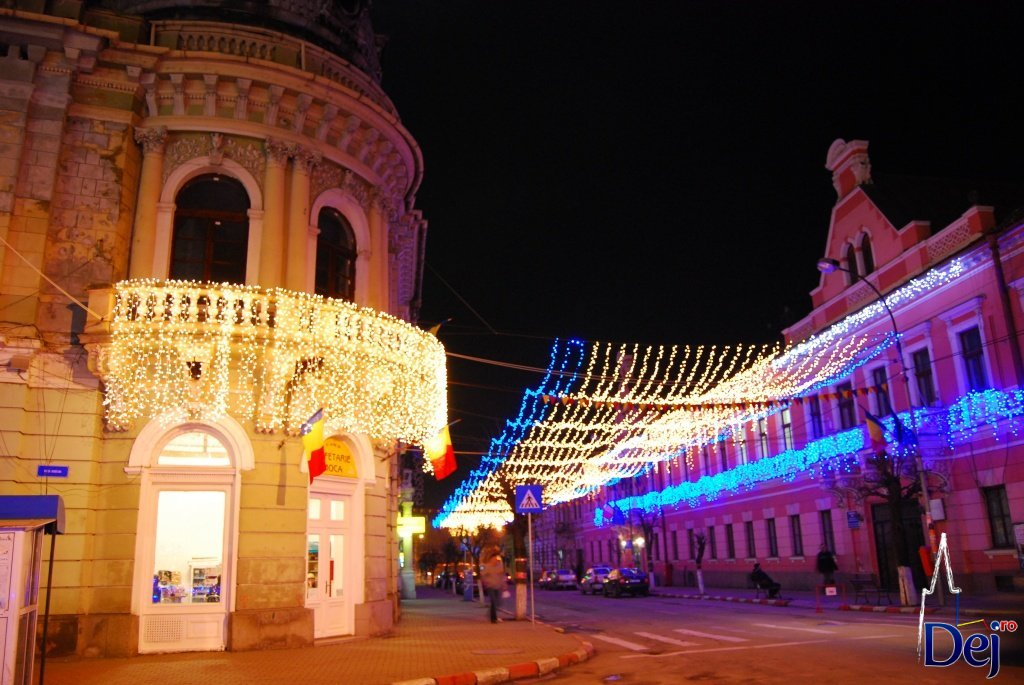
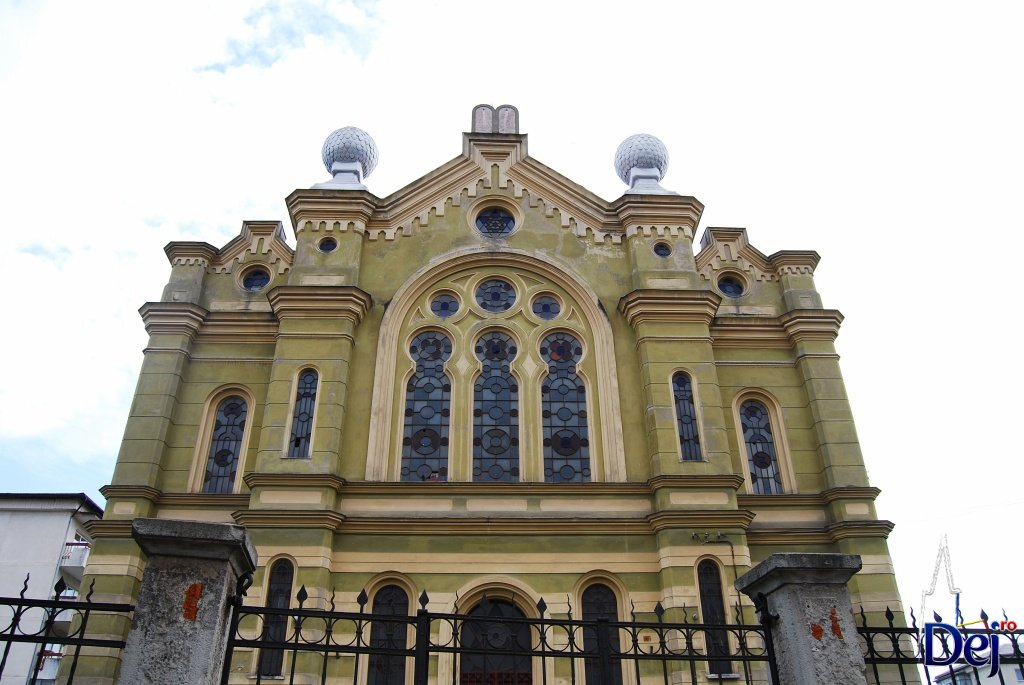
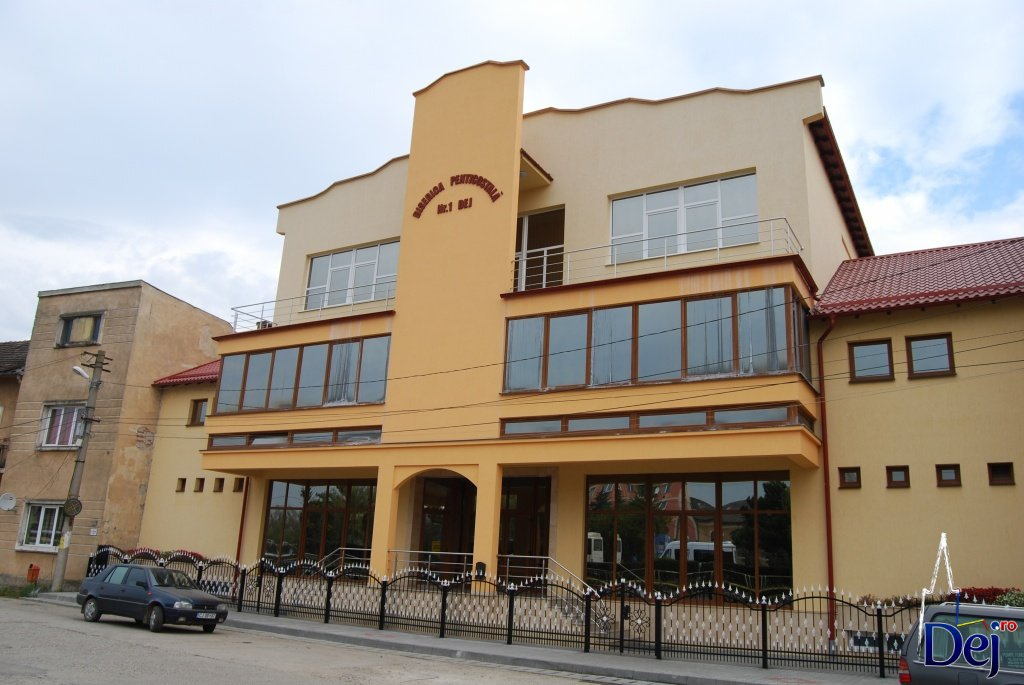
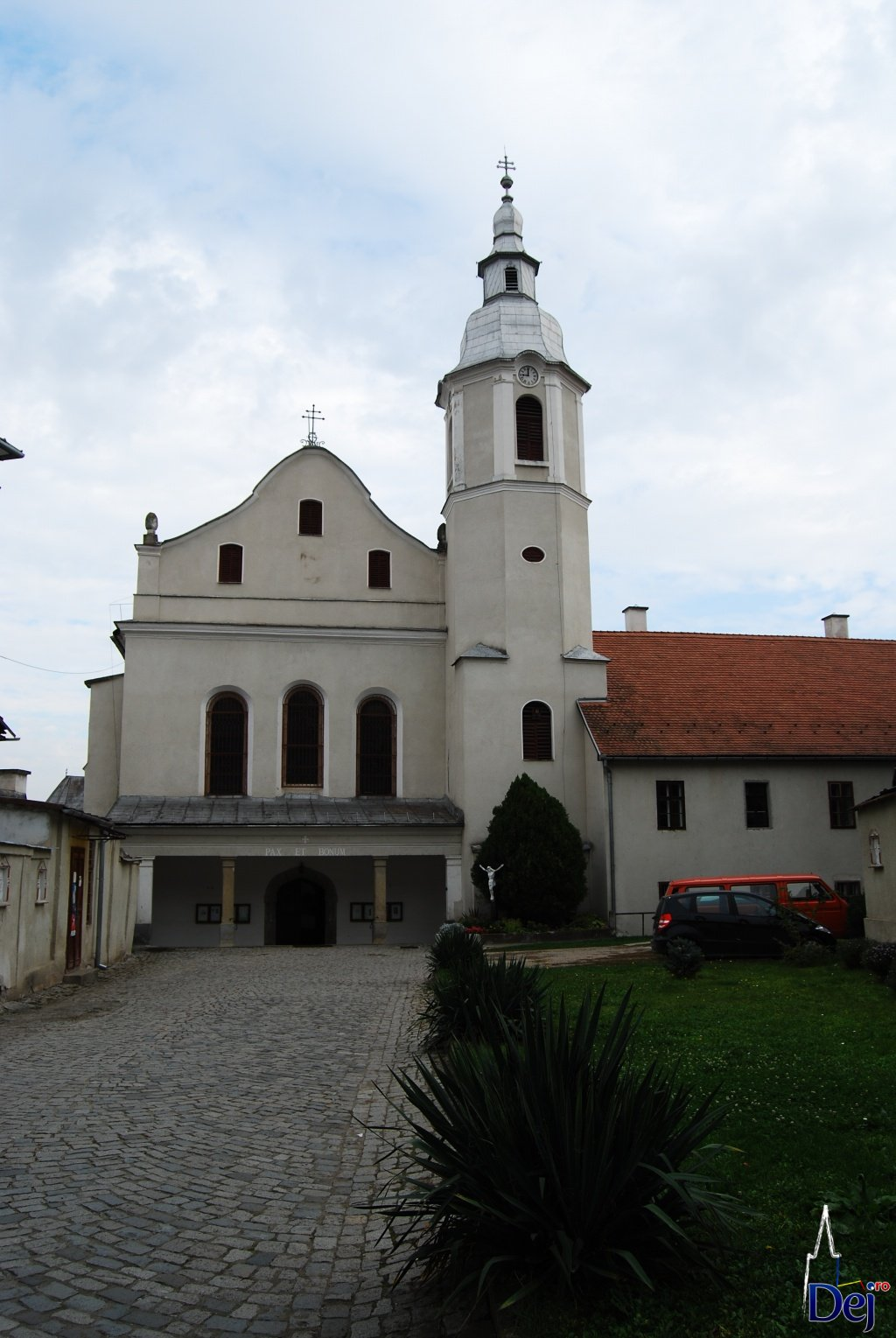
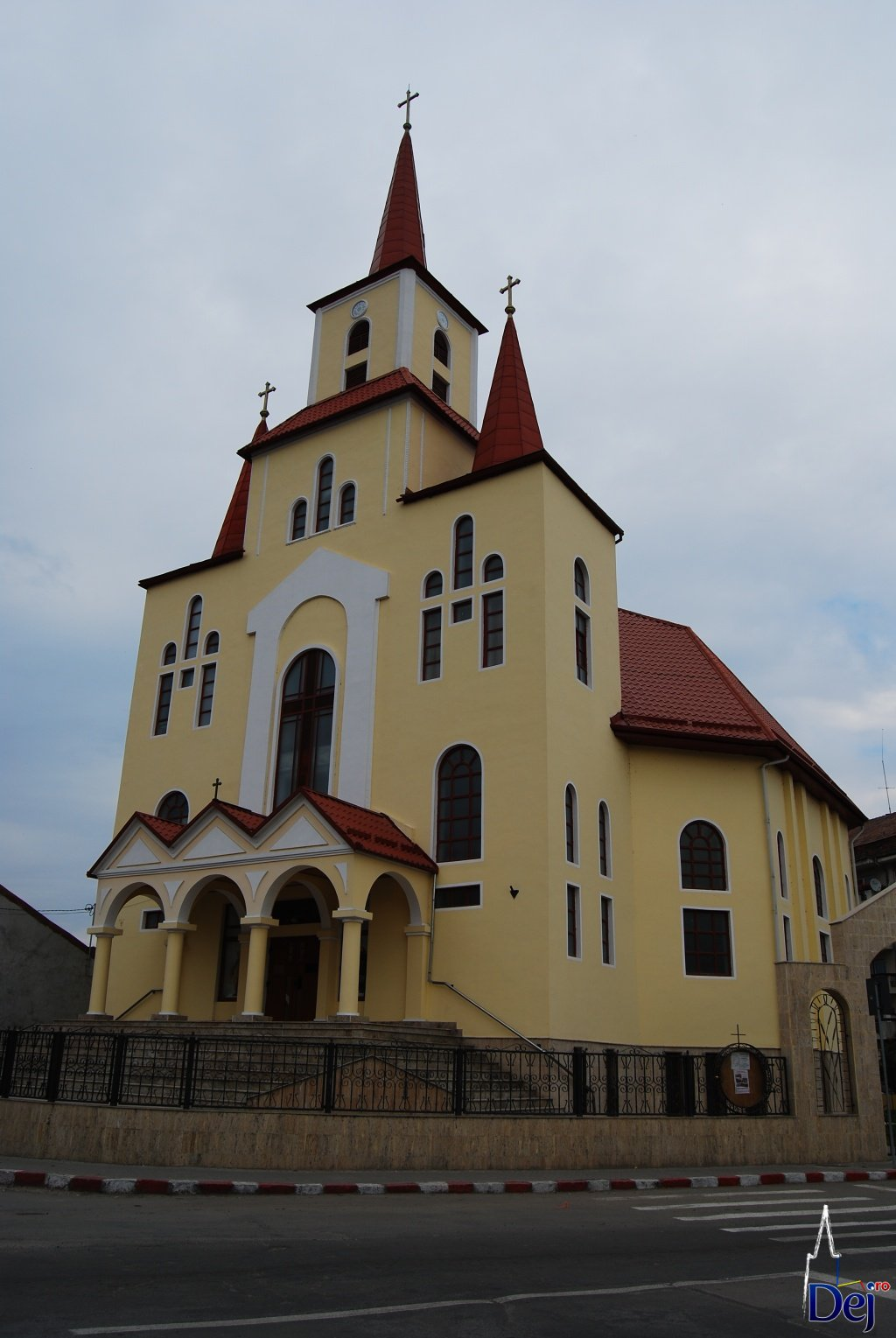
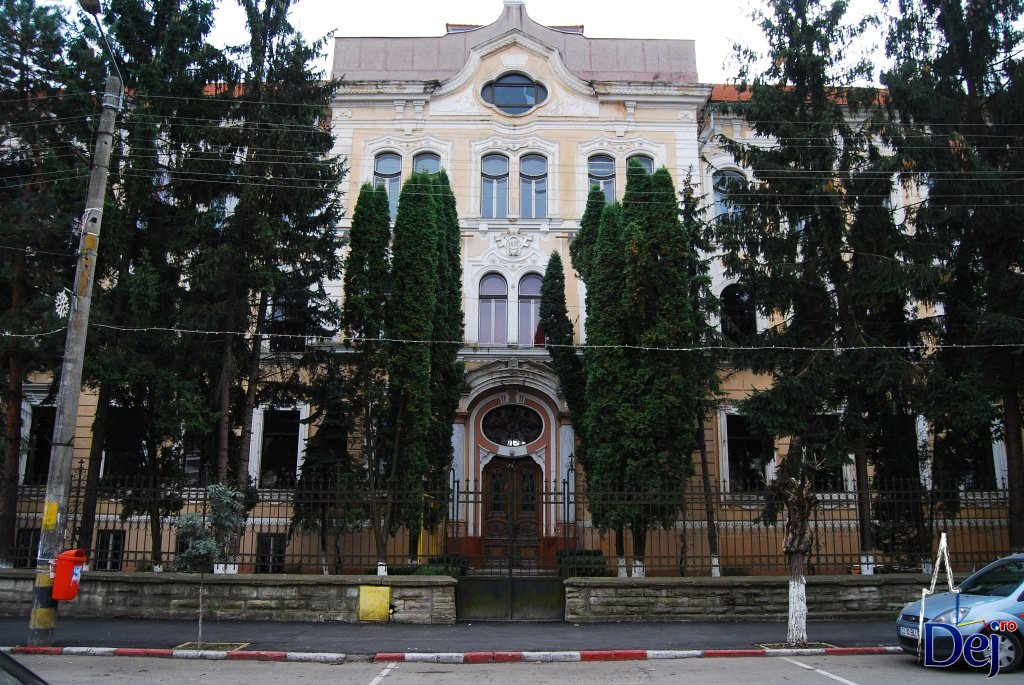
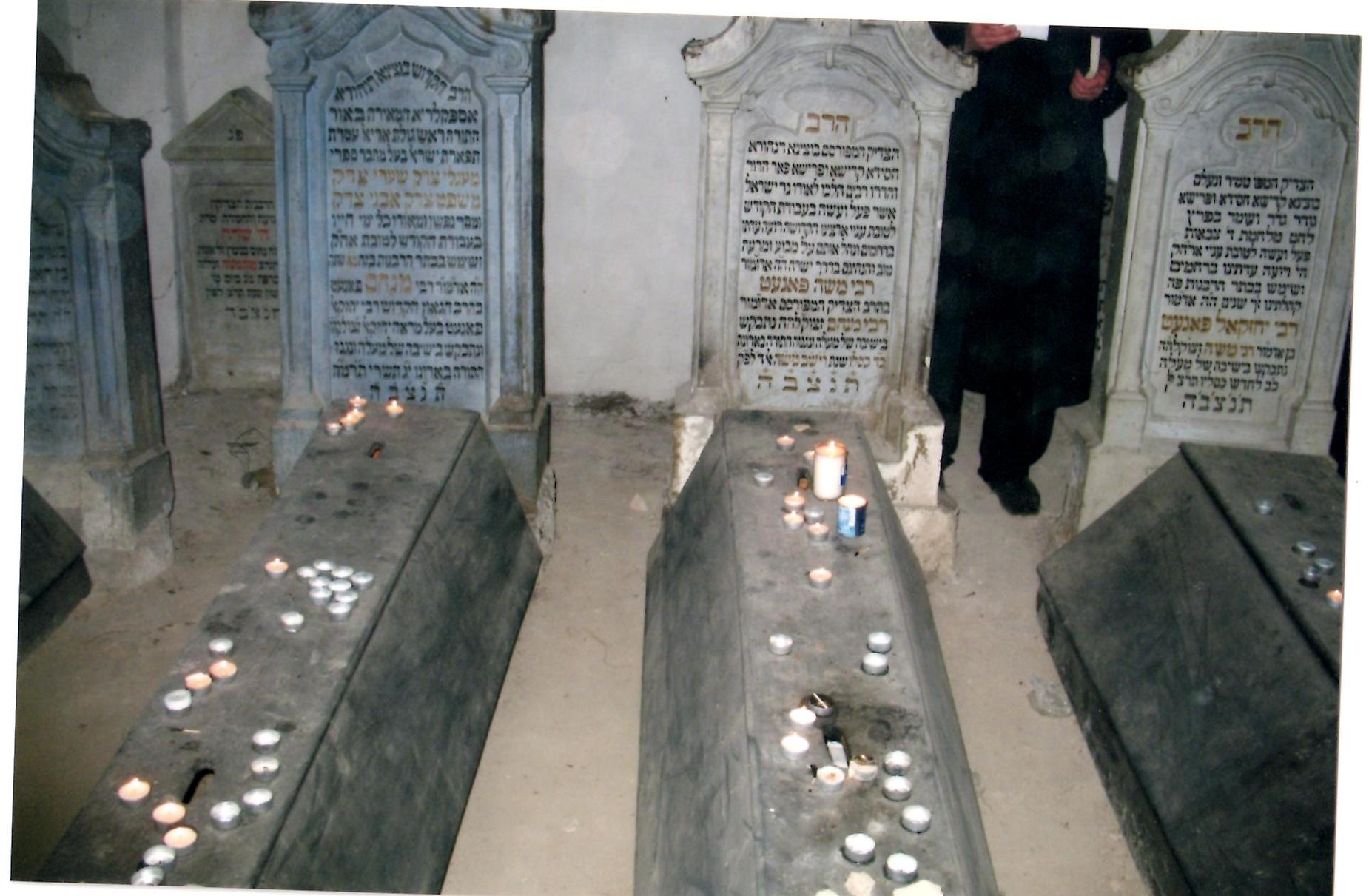